# Prumnopitys exigua
Prumnopitys exigua, llamado comúnmente pino colorado, es una especie de coníferas de la familia Podocarpaceae. Esta especie se encuentra sólo en los bosques nativos andinos de Bolivia. Presenta arilos carnosos amarillos.